# سوتو ديل ريال
سوتو ديل ريال (بالإنجليزية: Soto del Real)‏ هي بلدية ومدينة في منطقة الحكم الذاتي وتقع في منطقة مدريد في وسط إسبانيا. تبلغ مساحة هذه المدينة 42.17 (كم²)، ويبلغ عدد سكانها 8294 نسمة حسب إحصاء سنة 2009 م.

## وصلات خارجية
- الموقع الرسمي